# Stazione di Riveo
La stazione di Riveo della Ferrovie Autolinee Regionali Ticinesi (FART) è stata una stazione ferroviaria passante della ex ferrovia Locarno-Ponte Brolla-Bignasco ("Valmaggina") chiusa il 28 novembre 1965.

## Storia
La stazione venne aperta nel 1907 insieme alla linea e venne chiusa il 28 novembre 1965.
Fino alla fine degli anni quaranta era dotata di un fabbricato viaggiatori analogo a quello di altre stazioni della linea (es. la vicina Cevio).
Nei suoi 58 anni di servizio la stazione ebbe un importante ruolo nel trasporto del granito estratto a Riveo, che veniva caricato su carri merci aperti e di lì trasportato alla Stazione di Locarno.
Dopo la chiusura della linea la stazione rimase nel suo stato originale fino ai primi anni ottanta, ma venne poi restaurata e trasformata in abitazione privata.
Il binario che portava a Bignasco e a Locarno venne smantellato ed è tuttora visibile dalla strada cantonale situata a fianco ad essa. Il binario che portava al piano di carico venne anch'esso smantellato (oggi la piccola tratta è ancora visibile) e il piano di carico è ancora esistente: si può vedere dalla strada cantonale.

## Strutture e impianti
Era composto da un fabbricato viaggiatori, due binari, uno binario tronco e uno che portava al piano di carico. Ad oggi (2014) rimane solo il fabbricato poiché i binari vennero smantellati per far spazio all'attuale strada cantonale. È una delle tre stazioni della linea ancora esistenti. A poca distanza si trova la piccola galleria di Visletto (ancora esistente) e non lontano da questa si trova il ponte di Visletto.

## Galleria d'immagini

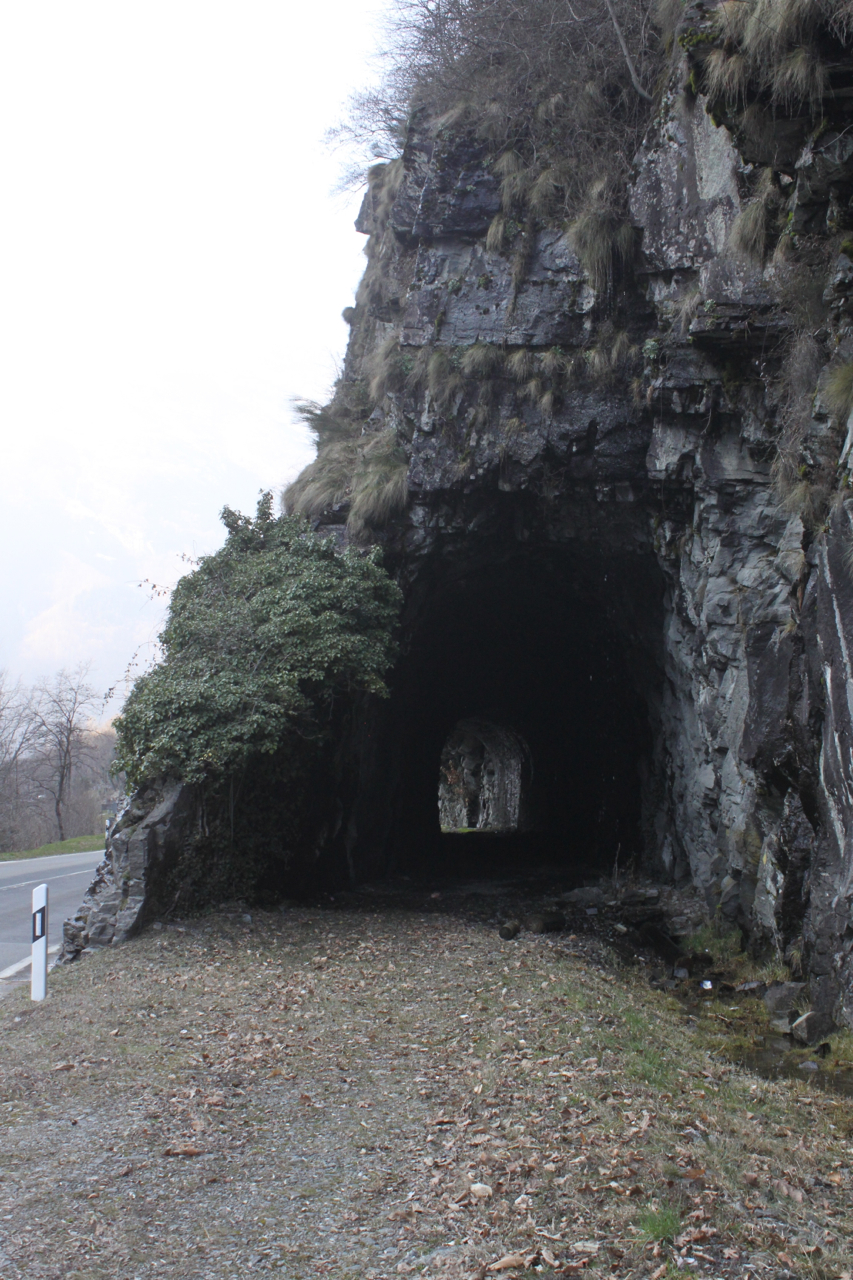
La galleria di Visletto lato Locarno.
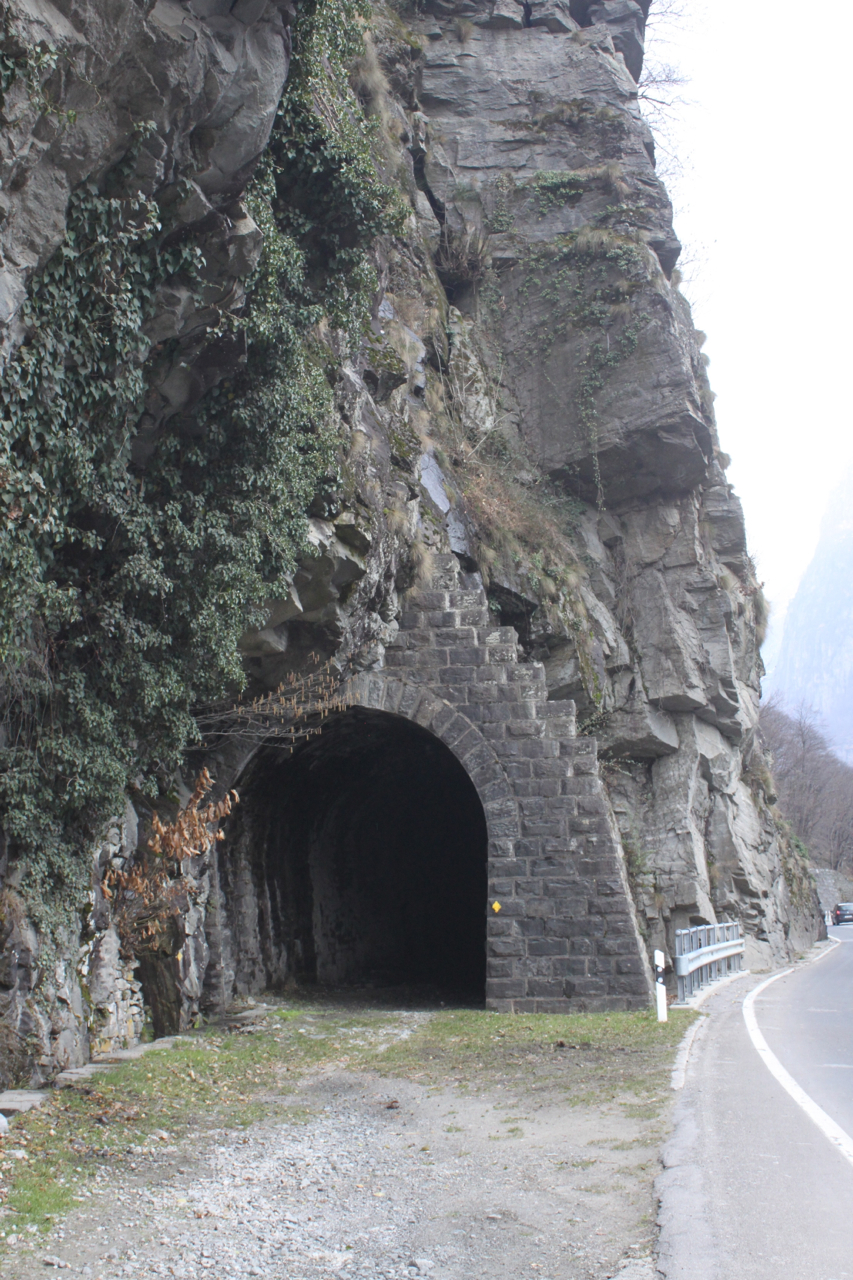
La galleria di Visletto lato Bignasco.
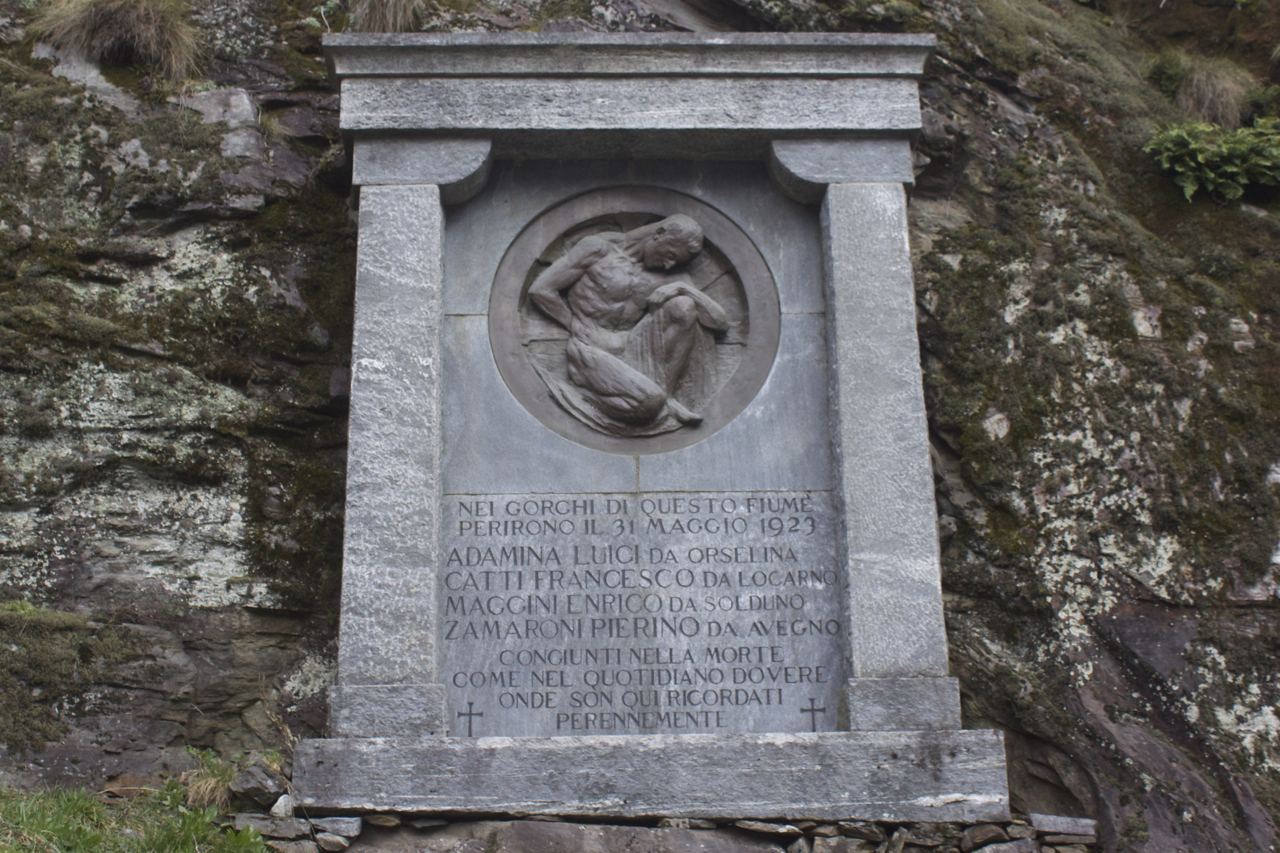
La lapide (che si vede dalla ferrovia) che ricorda le vittime dell'incidente avvenuto il 31 maggio 1923.
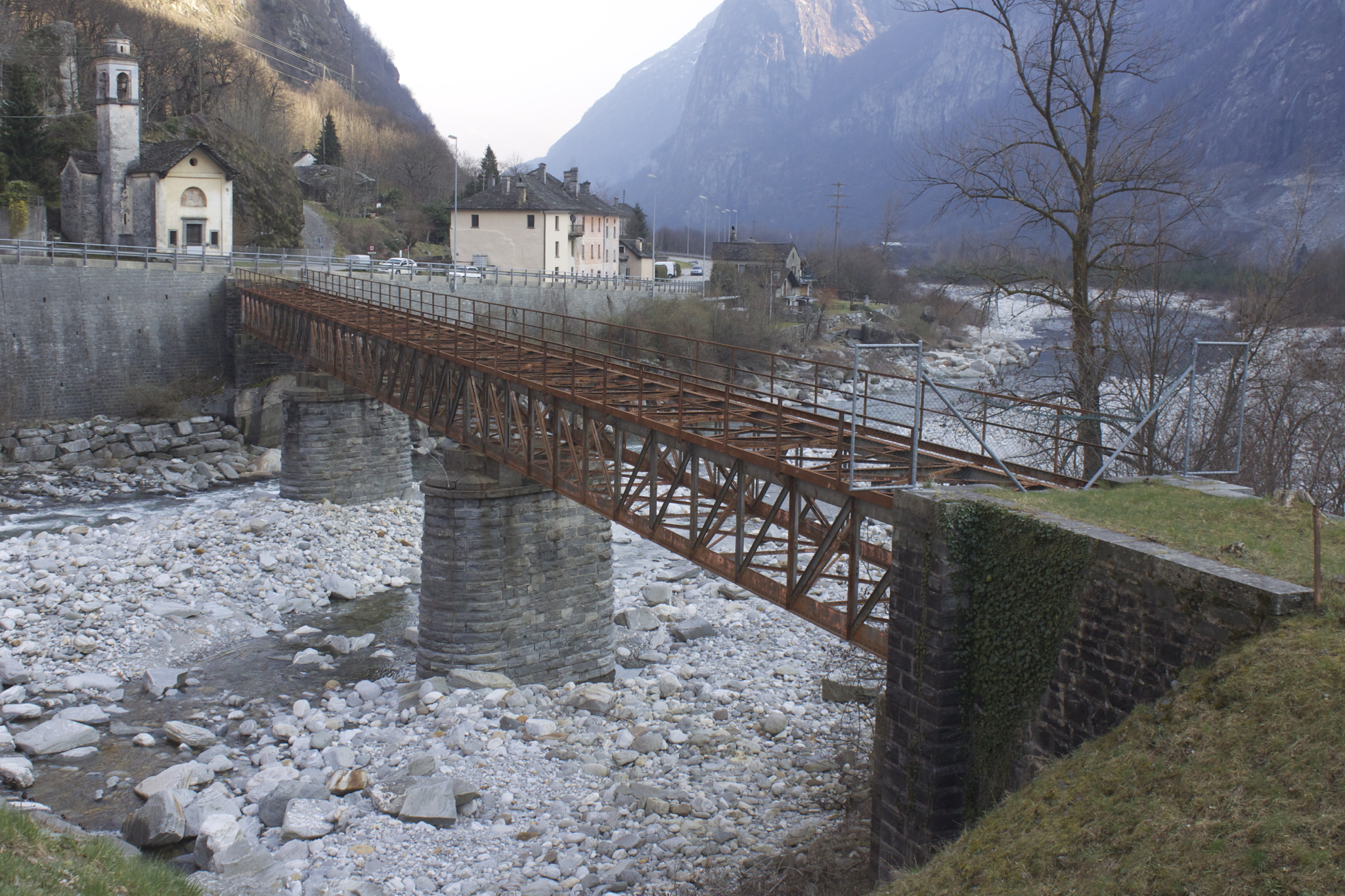
Il ponte di Visletto, che è stato lasciato com'era dopo la chiusura della linea nel 1965.
Il primo fabbricato viaggiatori di Riveo nel 1936
Una parte del tracciato ferroviario a Riveo nel 1936
Il piano di carico di Riveo nel 1936
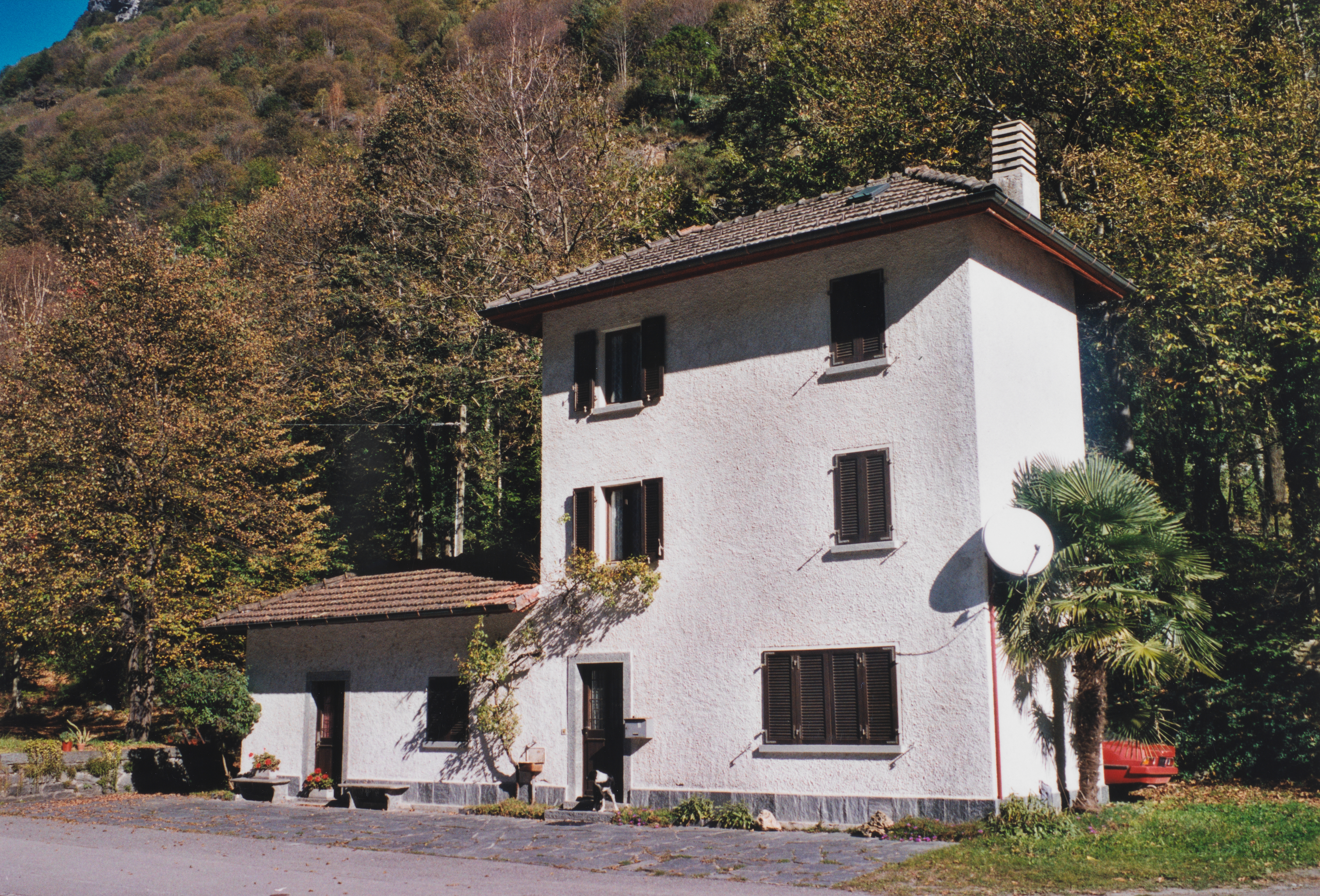
Nel 2002